# Eparchia di Oradea
L'eparchia di Oradea (in romeno: Episcopia Ortodoxă Română a Oradiei) è un'eparchia della chiesa ortodossa rumena afferente alla metropolia di Transilvania. Ha sede nella città di Oradea, in Romania, dove si trova la Cattedrale della Dormizione di Maria. Vescovo dell'eparchia dal 13 febbraio 2007 è Sofronio Drincec.

## Storia
I fedeli ortodossi presenti nelle regioni di Bihar e Szilágy dal XV rientravano nella giurisdizione della chiesa ortodossa serba del Banato e di Arad. Nei secoli XVI e XVII passarono alla giurisdizione della metropolia di Transilvania.
Il 23 aprile del 1919 la metropolia di Transilvania è stata unita per decisione del Santo Sinodo alla metropolia di Ungro-Valacchia.
Il 16 e 17 febbraio 2012, per decisione del Santo Sinodo della chiesa ortodossa rumena, è stata eretta nuovamente la metropolia di Transilvania con sede a Sibiu e l'eparchia di Oradea ne è entrata a far parte.